# Cnemaspis indraneildasii
Espèce
Statut de conservation UICN

 VU B1ab(iii) : Vulnérable
Cnemaspis indraneildasii est une espèce de geckos de la famille des Gekkonidae.

## Répartition
Cette espèce est endémique du Karnataka en Inde. Elle a été découverte à Gund dans le district d'Uttara Kannada.

## Description
Ces geckos sont insectivores diurnes et arboricoles.

## Étymologie
Cette espèce est nommée en l'honneur d'Indraneil Das.

## Publication originale
- Bauer, 2002 : Two new species of Cnemaspis (Reptilia : Squamata : Gekkonidae) from Gund, Uttara Kannada, India. Mitteilungen aus dem Hamburgischen Zoologischen Museum und Institut, vol. 99, p. 155-167.